# آرنولد کادلتس
آرنولد کادلتس (چکی: Arnold Kadlec؛ زادهٔ ۸ ژانویهٔ ۱۹۵۹) بازیکن هاکی روی یخ اهل چکسلواکی بود.